# Frigyes Ágost-kereszt
A Frigyes Ágost-kereszt (németül: Friedrich-August-Kreuz) az Oldenburgi Nagyhercegség hadi kitüntetése volt, amelyet Frigyes Ágost (1852–1931) nagyherceg alapított 1914-ben.

## Története
1914. szeptember 24-én alapította meg az oldenburgi nagyherceg a saját magáról elnevezett kitüntetést, kimondottan a harcoló katonák elismerésére céljából. A Frigyes Ágost-kereszt előképe a porosz Vaskereszt volt, annak valamennyi főbb ismérvét átvették az oldenburgi kitüntetés alapításakor. Ennek megfelelően a Frigyes Ágost-kereszt I. és II. osztállyal rendelkezett, utóbbi elnyerése adományozási feltétel volt az I. osztályhoz. 1916 végéig 1734 db I. és 27 515 db II. osztályú Frigyes Ágost-keresztet adományoztak, sajnos a későbbi adományozásokra vonatkozó feljegyzéseket megsemmisítették. A kitüntetéseket Bernhard Knauer udvari aranyműves gyártotta.
A hivatalos adatok szerint az első világháború során mintegy 180 osztrák-magyar katona kapta meg a Frigyes Ágost-kereszt II. osztályát, és nagyságrendileg egy tucatnyian az I. osztályt. Legnagyobb számban a cs. és kir. 12. gyalogezred katonái (többnyire altisztek és tartalékos tisztek) nyerték el ezt a kitüntetést, mivel Frigyes Ágost oldenburgi nagyherceget IV. Károly király 1917. január 30-án ennek az alakulatnak az ezredtulajdonosává nevezte ki. A tizenkettesek közül 158 fő kapta meg a II. osztályú keresztet, öt tiszt pedig a kitüntetés mindkét osztályát elnyerte.
1918 szeptemberében a II. osztályú kereszt szalagjára pántot rendszeresítettek “VOR DEM FEINDE” felirattal, a tényleges harci érdemek elismerésére.

## Leírása és viselése

### Kereszt
A Frigyes Ágost-kereszt rézötvözetből készült, feketére zománcozva. A koszorúval övezett talpas keresztet formázó kitüntetés középmedallionjára az uralkodó névjele (FA) került, a felső keresztszárat a nagyhercegi korona, az alsót az alapítás évszáma (1914) díszítette. Az I. és a II. osztályú kereszt csupán a méretben (45, illetve 40 mm) és a felfüggesztés módjában tért el. Ez megegyezett a Vaskeresztével, tehát az I. osztályhoz nem tartozott szalag, ezt a jobb mellre tűzve viselték, míg a II. osztályt gomblyukba fűzve lehetett hordani. Az osztrák-magyar katonák a II. osztályt többnyire nem így, hanem a kitüntetéssorba illesztve, háromszögre hajtott szalagon viselték.

### Szalag
A szalag megegyezett az oldenburgi házi érdemrendével (40 mm széles kék szalag, két vörös sávval).  Nem harcolók is elnyerhették a  II. osztályt, az ő esetükben a szalag színei felcserélődtek.

## Osztrák-magyar kitüntetettek
- IV. Károly magyar király (trónörökösként)
- Habsburg-Tescheni Frigyes főherceg
- Habsburg-Tescheni Jenő főherceg
- Conrad von Hötzendorf
- Anton Bellmond-Adlerhorst altábornagy
- Karl Bienerth báró, vezérkari ezredes

A fent felsoroltaknak egyszerre adományozták az elismerés mindkét osztályát.

#### II. osztály
- Artur Edler von Mecenseffy altábornagy
- Magerl Károly ezredes

## Forrás
- Bálint Ferenc: AZ „OLDENBURGI VASKERESZT” A Frigyes Ágost Kereszt adományozásai a cs. és kir. 12. gyalogezred katonáinak 1917–1918-ban. In: Tanulmányok Hermann Róbert 60. születésnapja tiszteletére I. Budapest, 2023. ISBN 978-963-519-015-7 Ö
- Friedhelm Beyreiß: Der Hausorden und die tragbaren Ehrenzeichen des Großherzogtum Oldenburg 1813–1918. Militair-Verlag Klaus D. Patzwall, Norderstedt 1997, ISBN 3-931533-31-X